# Payton Crossley

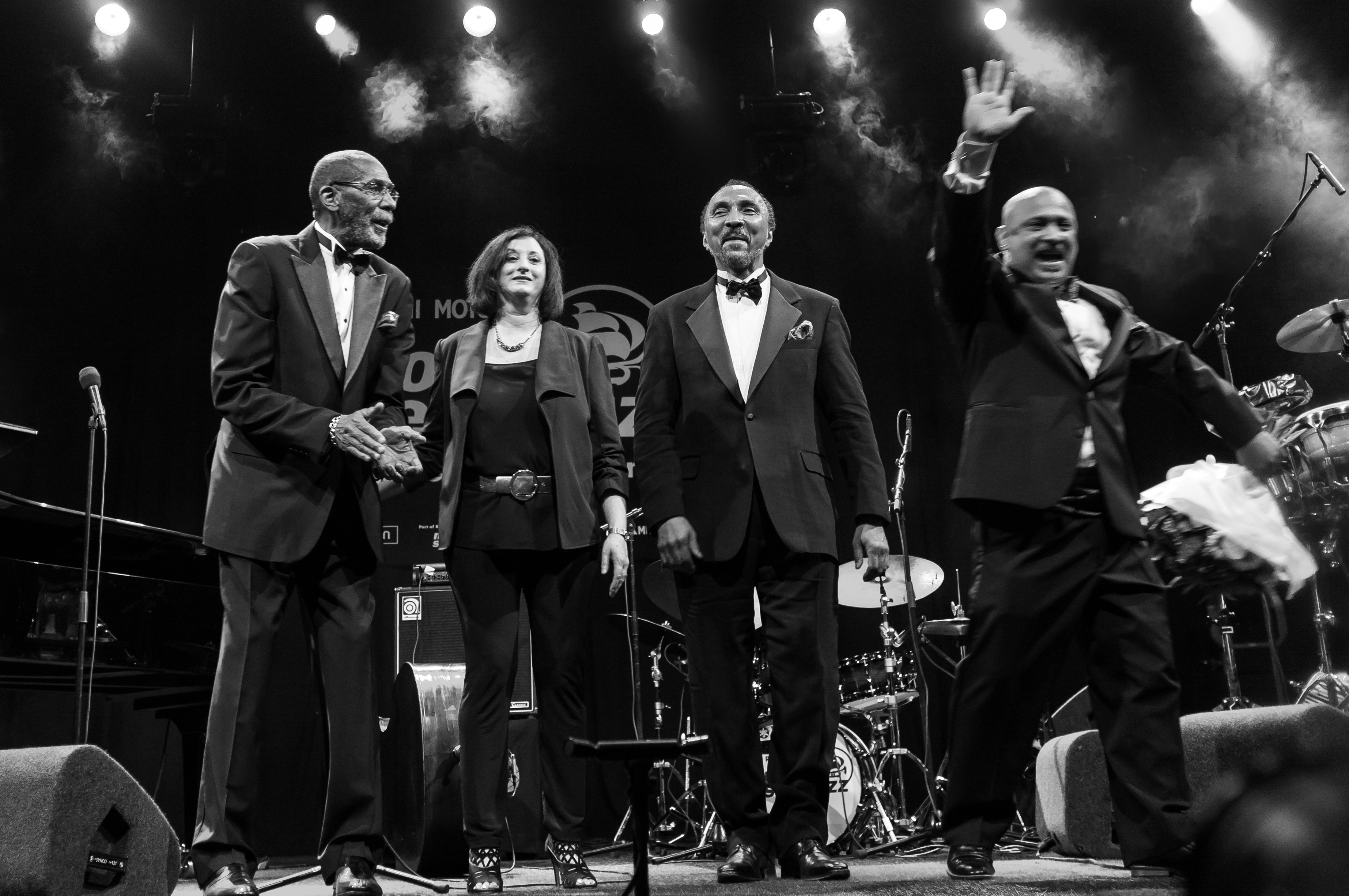
Payton Crossley (dritter von links) mit Ron Carters Foursight (2015)

Payton Crossley (* um 1959) ist ein US-amerikanischer Musiker (Schlagzeug) des Modern Jazz.

## Leben und Wirken
Crossley nahm im Alter zwischen 14 und 18 Jahren Unterricht bei Alan Dawson. Von 1979 bis 1982 gehörte er zum Trio von Ahmad Jamal (Live at Bubba’s, 1980). Seit den frühen 1990er-Jahren arbeitete er in der amerikanischen Jazzszene u. a. mit Jimmy Scott, John Basile (The Desmond Project, 1996) und Onaje Allan Gumbs, außerdem als Begleiter der Sängerininnen Mercy Monet, Christy Baron und Carri Coltrane. Seit Ende der 1990er-Jahre gehörte er regelmäßig zu den Bands von Ron Carter, zu hören auf Aben wie Orfeo (Blue Note, 1999), Dear Miles (2006) und Jazz & Bossa (2008). Im Bereich des Jazz war er laut Tom Lord zwischen 1980 und 2012 an 18 Aufnahmesessions beteiligt, zuletzt mit Lou Caputo & Chris White.

## Diskographische Hinweise
- Ahmad Jamal & Gary Burton: In Concert (Black Label 1981, mit Sabu Adeyola)
- Ron Carter with Renee Rosnes, Jimmy Greene, Payton Crossley: Foursight - Stockholm Vol. 1 (In + Out Records, 2019)